# Mendoncia mutisii
Mendoncia mutisii är en akantusväxtart som beskrevs av Emery Clarence Leonard. Mendoncia mutisii ingår i släktet Mendoncia och familjen akantusväxter. Inga underarter finns listade i Catalogue of Life.